# Metil p-hidroxibenzoato
El metil p-hidroxibenzoato, metil para-hidroxibenzoato, p-hidroxibenzoato de metilo, para-hidroxibenzoato de metilo, metilparabeno o metil parabeno es un parabeno, la sal metil éster del ácido p-hidroxibenzoico, de fórmula química: CH3(C6H4(OH)COO). Por sus propiedades bactericidas (generalmente de las Gram-positivas) y fungicidas suele emplearse en la industria alimentaria como aditivo conservante codificado como E-218 en el anexo de aditivos alimentarios del Codex Alimentarius.

## Propiedades
Se suele comercializar como un polvo cristalino de color blanco, estable a temperatura ambiente. El polvo suele despedir un olor característico (dependiendo de la pureza puede ser igualmente inodoro) y posee un sabor ligeramente ardiente (sabor fenólico). En 1924 el biólogo Sabalitschka descubre las propiedades bacteriostáticas ante las bacterias gram-positivas. El metil parabeno es más eficaz contra mohos, mientras que comparativamente el propil parabeno lo es más contra las levaduras. 
El metilparabeno (al igual que otros parabenos) puede producirse de forma natural en algunas frutas, como es el caso de los arándanos.

## Usos
Cuando se emplea en la industria alimentaria se considera que su concentración debe estar por debajo del 0.1% y es vertido generalmente en algunos refrescos. El metilparabeno es un agente fungicida (E-218) empleado en una variedad de alimentos y de productos de cosmética, generalmente relacionados con el cuidado personal. Suele emplearse en el tratamiento de algunos alimentos con el objeto de detener la fase larvaria de la Drosophila.

## Salud
Se consideran en la industria como relativamente poca incidencia tóxica en el organismo, por lo menos posee menos toxicidad que el ácido benzoico. Su cadena permite que se absorba rápidamente en el intestino delgado durante la digestión, eliminándose rápidamente mediante la orina, sin permitir que se acumule en el organismo. Puede absorberse igualmente a través de la piel. No obstante se ha reducido la concentración en cremas y alimentos a concentraciones inferiores a 0.1% en volumen. 
Existen estudios mediante los cuales se ha podido ver que la exposición del metilparabeno a la piel tras exposiciones simultáneas de rayos ultravioletas puede causar irritación y daño del ADN.